# District de Karlovy Vary
Le district de Karlovy Vary (en tchèque : okres Karlovy Vary) est un des trois district de la région de Karlovy Vary en Tchéquie. Son chef-lieu est la ville de Karlovy Vary (Carlsbad).

## Liste des localités
Le district compte 55 communes, dont 15 ont le statut de ville (en gras) :

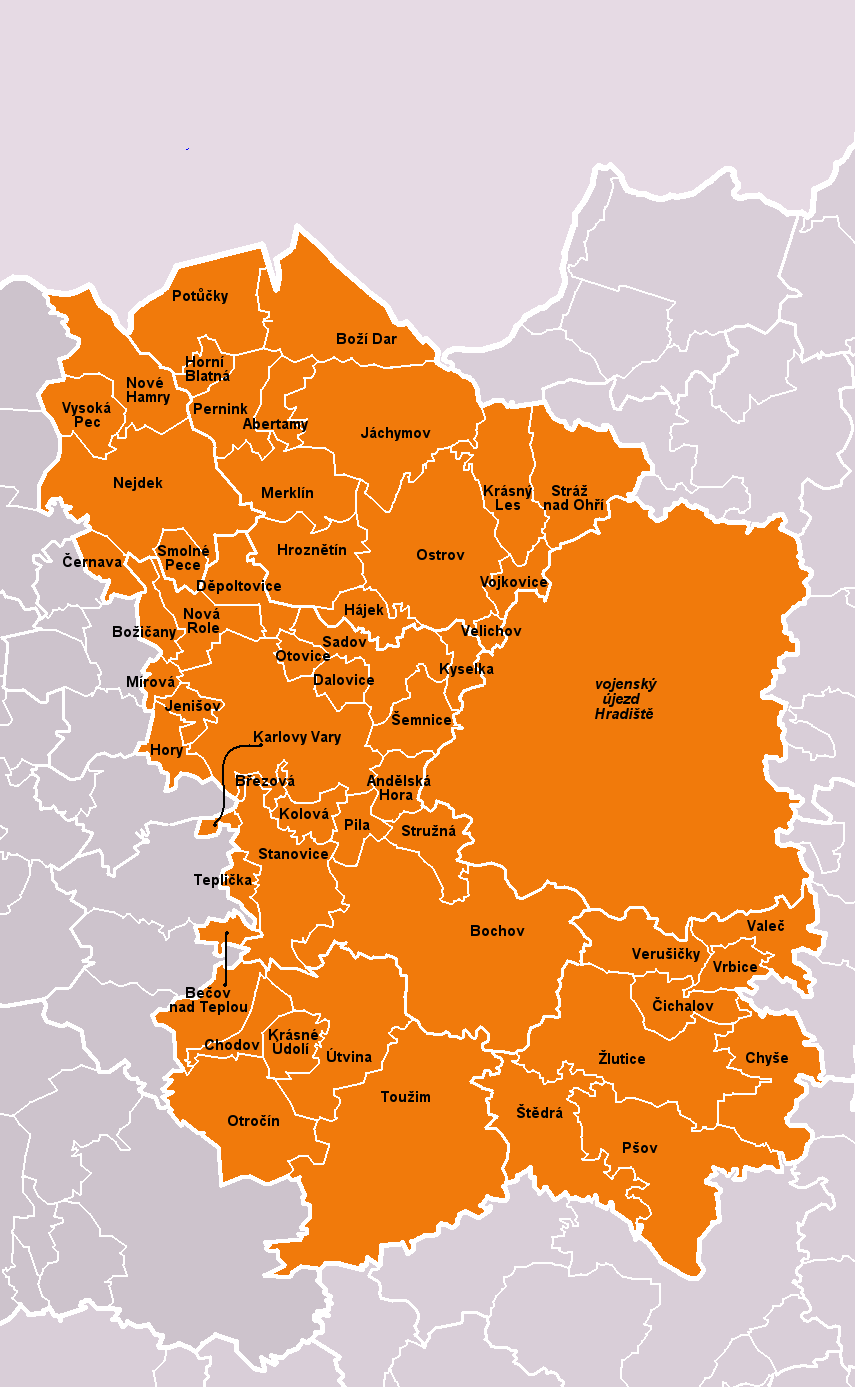
Carte politique du district de Karlovy Vary

Abertamy - 
Andělská Hora - 
Bečov nad Teplou - 
Bochov - 
Boží Dar - 
Božičany - 
Březová - 
Černava - 
Chodov - 
Chyše - 
Čichalov - 
Dalovice - 
Děpoltovice - 
Hájek - 
Horní Blatná - 
Hory - 
Hroznětín - 
Jáchymov - 
Jenišov - 
Karlovy Vary - 
Kolová - 
Krásné Údolí - 
Krásný Les - 
Kyselka - 
Merklín - 
Mírová - 
Nejdek - 
Nová Role - 
Nové Hamry - 
Ostrov - 
Otovice - 
Otročín - 
Pernink - 
Pila - 
Potůčky - 
Pšov - 
Sadov - 
Smolné Pece -
Stanovice - 
Stráž nad Ohří - 
Stružná - 
Šemnice - 
Štědrá - 
Teplá -
Teplička - 
Toužim - 
Útvina - 
Valeč - 
Velichov - 
Verušičky - 
Vojkovice - 
Vrbice - 
Vysoká Pec - 
Žlutice

## Principales communes
Population des dix principales communes du district au 1er janvier 2025 et évolution depuis le 1er janvier 2024 :
| Karlovy Vary | 49 073 | en diminution   |
| Ostrov       | 15 681 | en diminution   |
| Nejdek       | 7 733  | en diminution   |
| Nová Role    | 4 277  | en augmentation |
| Toužim       | 3 465  | en diminution   |
| Jáchymov     | 2 304  | en diminution   |
| Žlutice      | 2 187  | en diminution   |
| Hroznětín    | 2 162  | en augmentation |
| Dalovice     | 1 964  | en diminution   |
| Bochov       | 1 874  | en diminution   |